# Paolo Lembo
Giovanni Paolo Lembo (Benevento, 1570 – 1618) foi um astrônomo e matemático jesuíta italiano.

## Biografia
Giovanni Paolo Lembo entrou na Companhia de Jesus em Nápoles em 1600. Astrônomo observador altamente experiente, Lembo construiu o primeiro telescópio do Colégio Romano no verão de 1610, onde foi leitor de matemática de 1614 a 1617. Em 1610 jesuítas e altos funcionários da igreja procuraram Paolo Lembo, Odo van Maelcote, Christoph Grienberger e Cristóvão Clávio, os outros matemáticos do Colégio Romano, para saberem sua opinião sobre os novos fenômenos que Galileu Galilei descobrira com seu telescópio. Grienberger, Malcote e Lembo aceitaram imediatamente as observações astronômicas de Galileu. No entanto, eles foram convidados a defender a visão aristotélica do universo de Claudio Acquaviva, o Superior-geral da Companhia de Jesus.
Lembo lecionou matemática na Aula da Esfera, no Colégio de Santo Antão em Lisboa, de 1615 a 1617, onde defendeu o sistema Tychonico e copernicano. Durante sua permanência em Portugal Lembo não se limitou a explicar os novos sistemas cosmológicos, mas também propôs um novo sistema cosmológico semi-Tychonico. De acordo com o modelo proposto por Lembo, provavelmente inspirado nas teorias de Marciano Capela, Vênus e Mercúrio orbitam o Sol, enquanto o Sol, juntamente com os demais planetas, orbita a Terra. Ele também teve contatos com o jesuíta Cristoforo Borri.